# Moustapha Sonko
Moustapha Sonko (Pariz, Francuska, 14. lipnja 1972.) umirovljeni je francuski košarkaš te osvajač srebrne olimpijske medalje s Francuskom, na Olimpijadi u Sydneyju 2000.

## Karijera

### Klupska karijera
Sonko svoju košarkašku karijeru započinje u drugoligaškoj košarkaškoj momčadi ASA Seal '92 1990. godine, prije nego što je 1993. debitirao u prvoligašu Gravelines. Nakon jedne sezone provedene tamo, sljedeće tri godine nastupa za Levallois.
Nakon toga, karijeru je proveo u dva najveća francuska košarkaška kluba - Pau Orthezu i ASVEL-u.
Tokom NBA Ljetne lige 2000., Sonko se nije uspio nametnuti na probi u Vancouver Grizzliesima te se vraća u Europu. Odlazi u španjolsku Unicaja Malagu s kojom 2001. osvaja prvi europski trofej - Kup Radivoja Koraća 2001. godine.
Nakon Unicaje, Moustapha Sonko u Španjolskoj ACB Ligi, nastupa još za Real Madrid i Alicante, prije nego što se vratio u Francusku.
U Francuskoj nastupa za Hyères-Toulon u sezoni 2008/09. te završetkom sezone objavljuje vlastiti kraj igračke karijere.

## Reprezentatvina karijera
Moustapha Sonko za Francusku je nastupao na Europskim prvenstvima 1995. u Grčkoj, 1999. u Francuskoj te 2003. u Švedskoj, kao i na Olimpijskim igrama u Sydneyju 2000. godine. Upravo je na Olimpijadi Sonko ostvario svoj najveći reprezentativni uspjeh - srebrnu medalju.

## Osvojeni trofeji

### Klupski trofeji
| Klub           | Natjecanje               | Sezona (godina) |
| Francuska      | Francuska                | Francuska       |
| -------------- | ------------------------ | --------------- |
| ASA Seal '92   | Prvak francuske II. lige | 1992/93.        |
| Levallois      | Finale francuskog kupa   | 1995/96.        |
| Pau Orthez     | Francusko prvenstvo      | 1997/98.        |
| ASVEL          | Viceprvak Francuske      | 1998/99.        |
| Španjolska     |                          |                 |
| Unicaja Malaga | Kup Radivoja Koraća      | 2000/01.        |
| Unicaja Malaga | Viceprvak Španjolske     | 2001/02.        |

### Reprezentativni trofeji
| Francuska       | Francuska | Francuska |
| Natjecanje      | Godina    | Uspjeh    |
| --------------- | --------- | --------- |
| Olimpijske igre | 2004.     | Srebro    |

## Vanjske poveznice
- Profil igrača na basketstat.com
- [neaktivna poveznica]